# Stara Dębowa Wola
Stara Dębowa Wola (d. Dębowa Wola) – wieś w Polsce, położona w województwie świętokrzyskim, w powiecie ostrowieckim, w gminie Bodzechów.
| SIMC    | Nazwa       | Rodzaj                |
| ------- | ----------- | --------------------- |
| 0229889 | Dolna Połać | część wsi             |
| 1018580 | Granica     | część wsi, do 2024 r. |
| 0229895 | Podlesie    | część wsi             |

W latach 1975-1998  miejscowość administracyjnie należała do województwa kieleckiego.
Przez wieś przechodzi  niebieski szlak turystyczny z Łysej Góry do Pętkowic.
Wierni Kościoła rzymskokatolickiego należą do parafii św. Antoniego w Sarnówku.